# یوآنا کوس-کراوزه

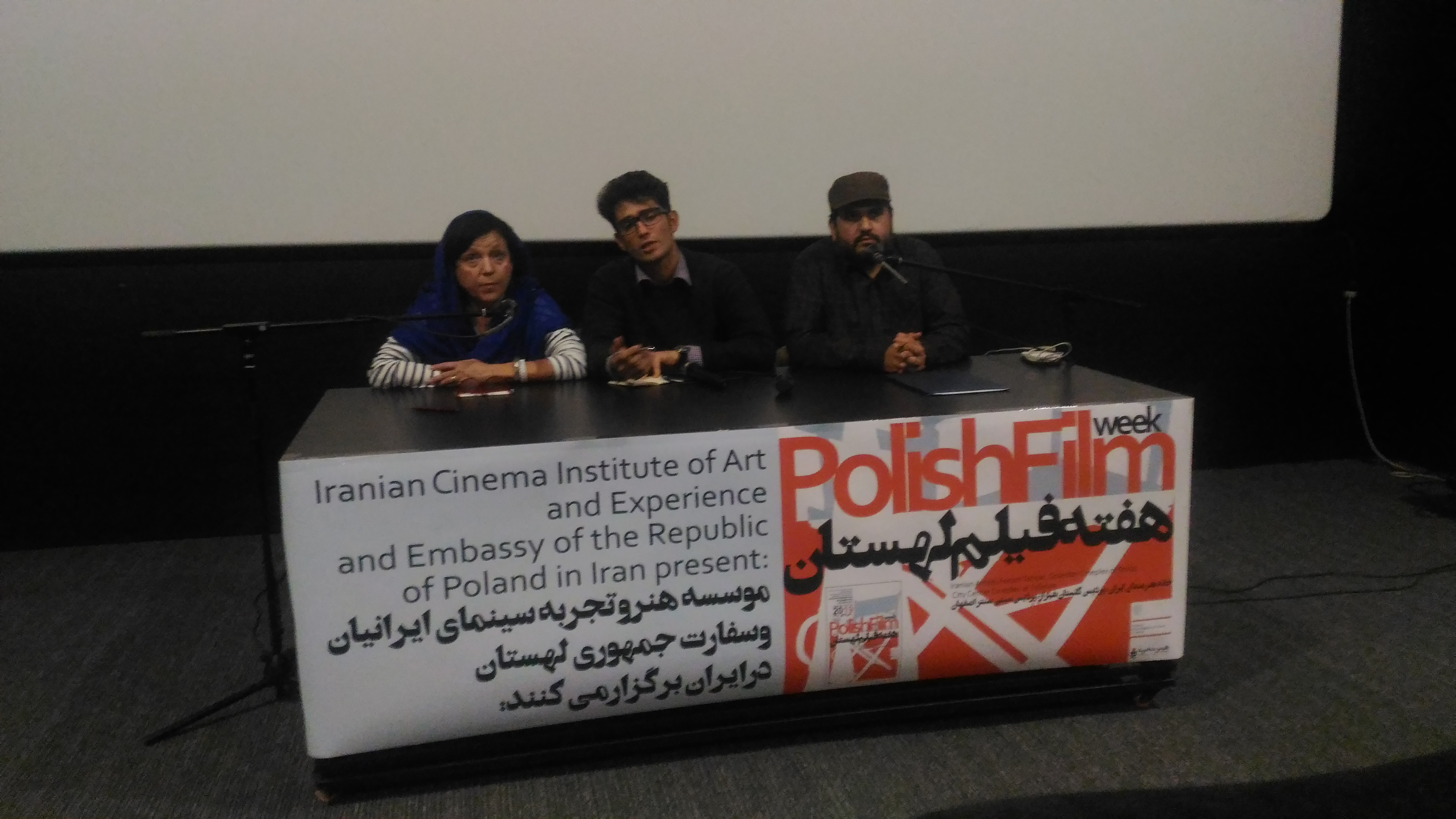
یوآنا کوس-کراوزه با رضا درمیشیان در هفته فیلم لهستان- پردیس سینمایی سیتی سنتر اصفهان

یوآنا کوس-کراوزه (لهستانی: Joanna Kos-Krauze؛ زادهٔ ۸ دسامبر ۱۹۷۲) کارگردان فیلم، و فیلم‌نامه‌نویس اهل لهستان است.

## فیلم‌شناسی
- پاپوشا - ۲۰۱۳